# Ripley (Wirginia Zachodnia)
Ripley – miasto w Stanach Zjednoczonych, w stanie Wirginia Zachodnia, siedziba administracyjna hrabstwa Jackson.